# Bahnhof Jatznick
Der Bahnhof Jatznick ist ein Trennungsbahnhof in der gleichnamigen Gemeinde im mecklenburg-vorpommerschen Landkreis Vorpommern-Greifswald. Er befindet sich am Streckenkilometer 142,9 der Angermünde-Stralsunder Eisenbahn und ist Ausgangspunkt einer Zweigbahn nach Ueckermünde.

## Lage und Aufbau
Der Bahnhof befindet sich etwa zwei Kilometer nördlich des Jatznicker Dorfkerns am Kreuzungspunkt der Hauptbahn Angermünde–Stralsund mit der Bundesstraße 109 sowie der Landesstraße 32. Die Zweigstrecke nach Ueckermünde fädelt nördlich aus der Strecke aus.
Die Anlage umfasst neben dem Empfangsgebäude diverse andere Aufbauten. Die ehemaligen zwei Stellwerke sind im Rahmen der Stellwerkszentralisierung (ESTW) zurückgebaut worden. Für den ehemaligen VEB Ziegelkombinat Ueckermünde bestand ein Gleisanschluss. Der Bahnhof hatte seit der Inbetriebnahme der Zweigbahn drei Bahnsteiggleise, der Anschlussbahnsteig nach Ueckermünde wurde in den 2000er Jahren jedoch wieder geschlossen.
Der Bahnhof einschließlich zwei Bahnarbeiterhäuschen und einem Bahnhofsschuppen steht unter Denkmalschutz.

## Geschichte
Der Bahnhof wurde am 16. März 1863 mit der Inbetriebnahme der Teilstrecke von Angermünde nach Anklam eröffnet. Es verkehrten zunächst zwei Personenzugpaar sowie ein Güterzug vom Stettiner Bahnhof in Berlin nach Anklam und wieder zurück.
1882 beschloss der Preußische Landtag den Bau einer Nebenbahn nach Ueckermünde. Am 15. Oktober 1884 wurde diese eröffnet. Der Bahnhof erhielt dafür einen separaten Bahnhofsteil.
In den 2000er Jahren wurden im Zuge der vorgesehenen Erhöhung der Streckengeschwindigkeit der Angermünde-Stralsunder Eisenbahn und der Einbindung in das Elektronische Stellwerk Anklam, das von der Betriebszentrale in Berlin aus ferngesteuert wird, der Anschlussbahnsteig nach Ueckermünde aufgegeben und die anderen beiden Bahnsteige zu Außenbahnsteigen umgebaut, nördlich verlegt und auf 55 Zentimeter erhöht.

## Anbindung
Der Bahnhof wird jeweils zweistündlich von einer Regional-Express-Linie der DB Regio Nordost bedient. Es bestehen direkte Zugverbindungen in Richtung Stralsund, Ueckermünde, Pasewalk, Bützow und Berlin.
| Linie                | Betreiber        | Verlauf | Takt    |
| -------------------- | ---------------- | --- | ------- |
| RE 3                 | DB Regio Nordost | Stralsund Hbf – Greifswald – Züssow – Anklam – Jatznick – Pasewalk – Prenzlau – Angermünde – Eberswalde Hbf – Bernau (Berlin) – Berlin Gesundbrunnen – Berlin Hbf – Berlin Südkreuz – Jüterbog | 120 min |
| RE 4                 | DB Regio Nordost | Ueckermünde Stadthafen – Jatznick – Pasewalk – Neubrandenburg – Malchin – Güstrow – Bützow | 120 min |
| Stand: 25. März 2024 |                  | |         |